# Blaine Act
 (août 2013).
Le Blaine Act a été commandité par le sénateur du Wisconsin John J. Blaine et adopté par le Sénat des États-Unis le 17 février 1933. Il a lancé l'abrogation du Dix-huitième amendement de la Constitution américaine, qui a établi la prohibition de boissons alcoolisées. L'abrogation a été officiellement adopté comme étant le Vingt et unième amendement le 5 décembre 1933.